# The Defaulter
The Defaulter è un cortometraggio muto del 1914 diretto da Raymond B. West.

## Produzione
Il film fu prodotto dalla Domino Film Company

## Distribuzione
Distribuito dalla Mutual, il film - un cortometraggio in due bobine - uscì nelle sale cinematografiche degli Stati Uniti il 20 agosto 1914.